# Asunción de la Virgen y San Íñigo

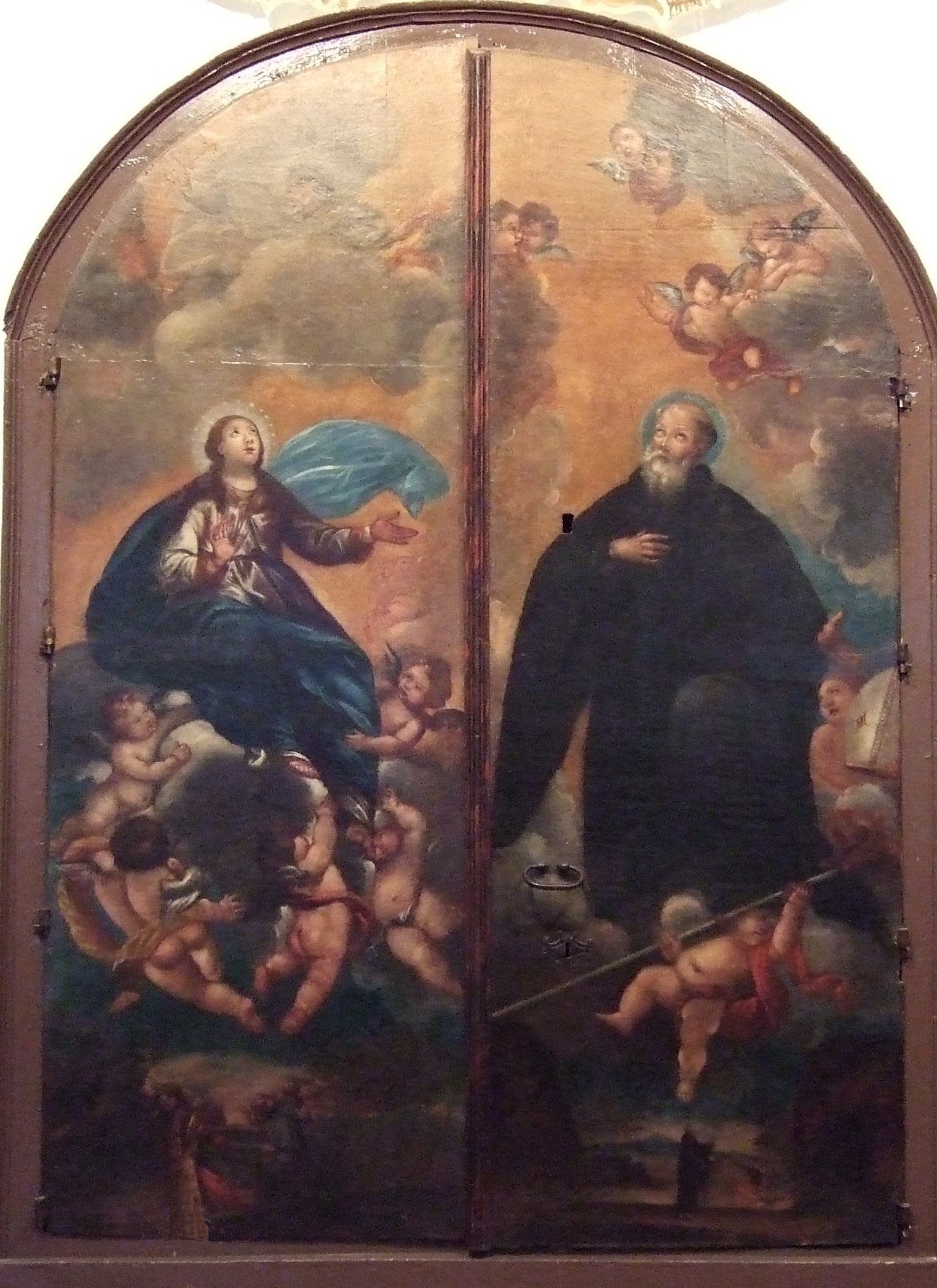
Ascensión de la Virgen y San Íñigo, pintura atribuida a un joven Francisco de Goya.

La Ascensión de la Virgen y San Íñigo es una pintura realizada sobre la madera de las puertas de 230 por 70 cm de un armario de reliquias de la Sala Capitular de la iglesia de San Juan el Real de Calatayud atribuida a Francisco de Goya.
La pintura representa una escenografía celeste y sobrenatural a la que ascienden dos figuras, la Virgen María e Íñigo de Oña, santo mozárabe fallecido en 1068 patrón de Calatayud.
Con motivo de la restauración de la decoración pictórica del armario empotrado de la Sala Capitular de San Juan (actualmente convertida en espacio museístico), se planteó en marzo de 1999 la autoría de Goya, avalada por el restaurador Patxi Roldán y por Rogelio Buendía, catedrático de la Universidad de Barcelona y profesor emérito de la Universidad Autónoma de Madrid. 
Patxi Roldán propone que Goya pudo pintar la Ascensión de la Virgen y San Íñigo en los años 1760 y Rogelio Buendía aseguró que las tablas guardan estrecha relación con las del armario que pintó en su ciudad natal Fuendetodos en 1762, desaparecidas en la Guerra Civil, que son conocidas por fotografías. Sin embargo, Manuela Mena, conservadora jefa de la pintura de Goya del Prado rechaza la atribución debido a la tosquedad de la obra.